# 클리페우스

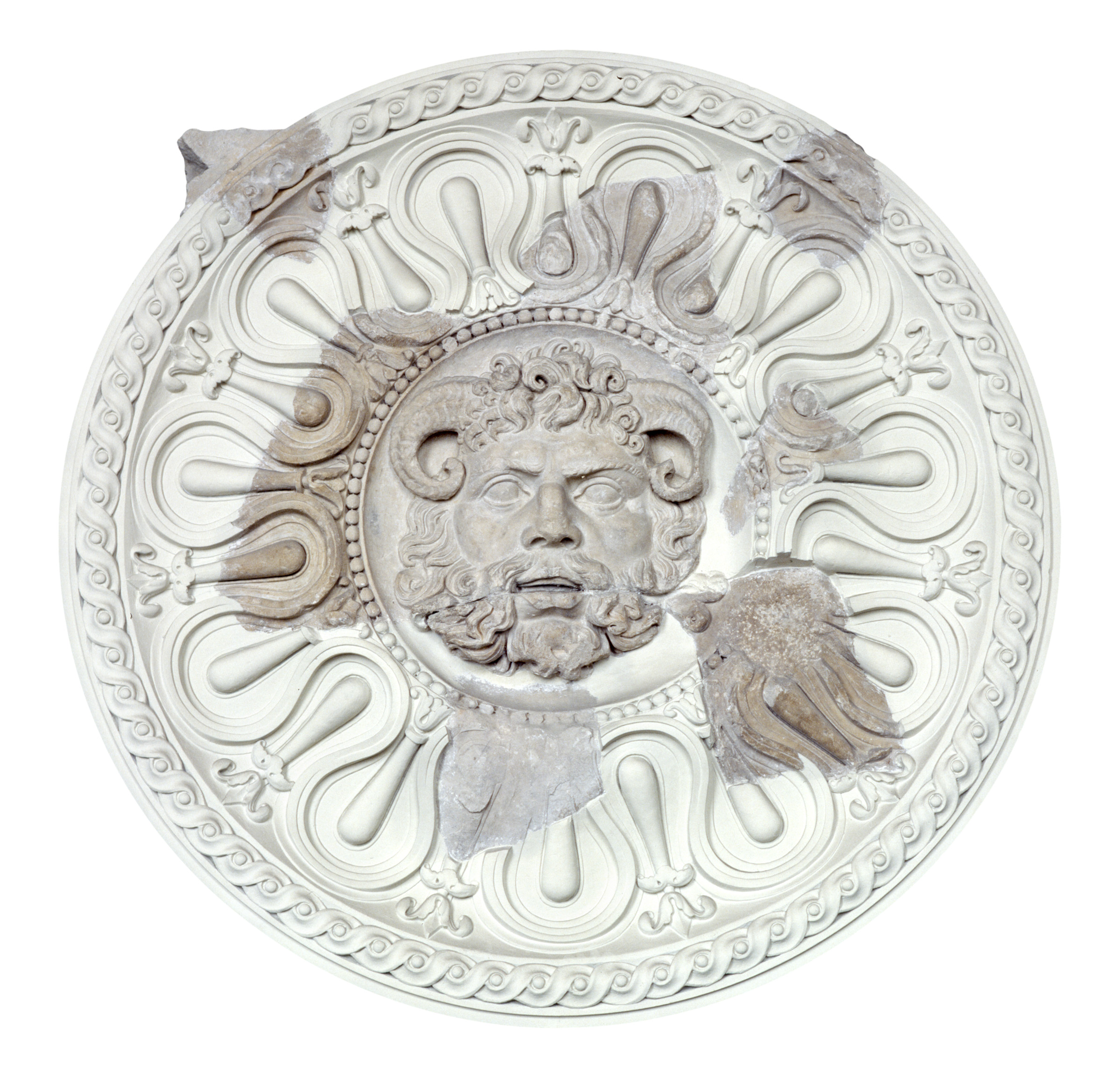
타라고나 국립 고고학 박물관에서 보존되고 있는 유피테르아몬 클리페우스

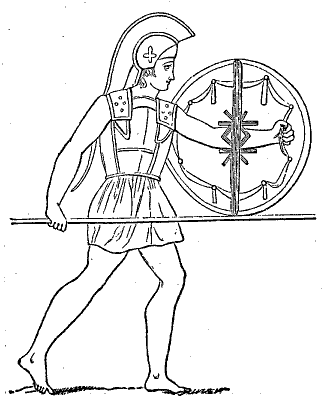
클리페우스를 든 호플리테스를 묘사한 빅토리아 시기의 그림

고전 고대 군사학에서 클리페우스 (고대 그리스어: ἀσπίς)는 방어용 장비의 일종으로써, 그리스인과 로마인들이 적들에게서 날아오는 물체로부터 자신들을 보호하기 위해 팔에 들고 다니며 사용한 커다란 방패이다. 둥근 모양을 했고, 한가운데에는 철이나 다른 금속으로 된 볼트였다.

## 장식적 용도

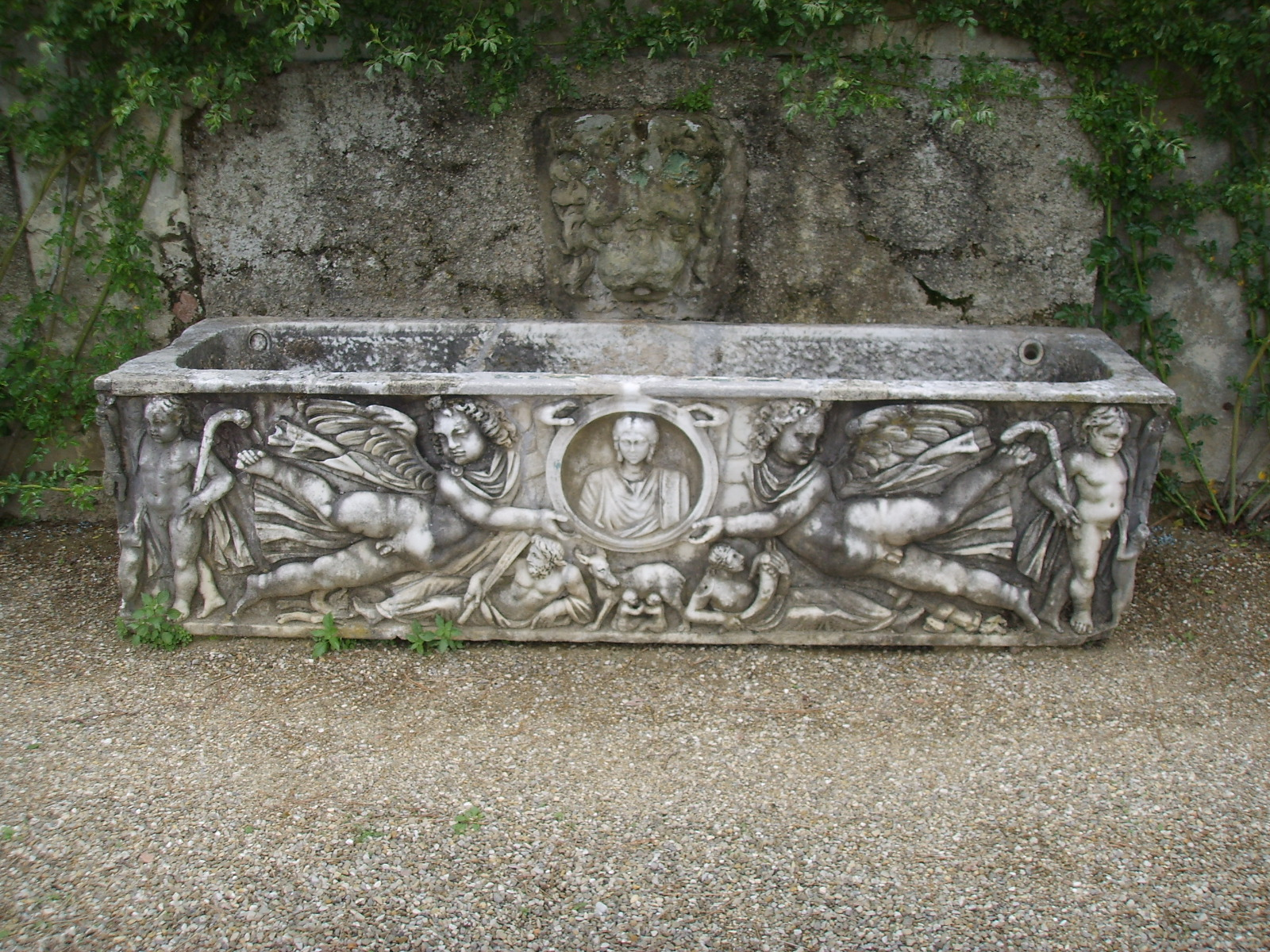
피렌체 인근 빌라라피에트라에 사르코파구스의 imago clipeata

대 플리니우스는 클리페우스에 선조들의 반신상을 그려 넣고, 신전이나 다른 공공 장소에 걸어 놓는 풍습에 대해서 묘사하기도 했다. 사르코파구스의 원형 무늬에 있는 원형 저부조에서부터 다른 형태들은 클리페우스 초상이라고 알려져있다.

## 로마에서 사용
클리페우스는 로마 왕정, 초기 공화정 시대 동안 사용되었지만 후기 공화정으로 가며 스쿠툼으로 대체되었다. 군단병이 사용한 볼록한 직사각형 방패 스쿠툼은 3세기의 위기라 불리는 군인황제시대에 사라졌다. 모든 병력들은 보조병들의 타원형 (때로는 원형) 방패 (클리페우스)를 도입했다. 두라(Dura)와 니담(Nydam)에서 발견된 방패들은 수직으로 된 두꺼운 아교 판자 구조로, 안쪽과 바깥쪽에 색이 칠해진 가죽을 덧대었다. 방패의 겉쪽은 건조되면서 수축함에 따라 구조적 단단함이 강해진 소가죽으로 엮여졌다. 초기 로마의 방패들에서 쓰인 겉쪽이 구리 합금으로 된 것보다 가벼웠다.
라틴어로 "용감한 방패"를 뜻하는 클리페우스 비르투티스(Clipeus virtutis)가 원로원에서 "용감함, 관대함, 정의로움, 경건함"을 칭찬하며 아우구스투스에게 수여되었고 쿠리아 율리아에서 전시되었다.

## 같이 보기
- 이마고 클리페아타
- 아스피스
- 펠타리온 (방패)
- 파르마 (방패)

## 참고 문헌
- Bishop and Coulston, M.C. & J.C.N. (2006). 《Roman Military Equipment From the Punic Wars to the Fall of Rome, 2nd ed.》. ISBN 1-84217-159-3.
- Elton, Hugh (1996). 《Warfare in Roman Europe, AD 350–425》. 옥스퍼드 대학교 출판부. ISBN 978-0-19-815241-5.
- Hall,James. A History of Ideas and Images in Italian Art, John Murray, London, 1983, ISBN 0-7195-3971-4, p. 78.

## 추가 문헌
- William Smith, D.C.L., LL.D. "Clipeus". A Dictionary of Greek and Roman Antiquities. John Murray, London, 1875.